# Júlio Gonçalves Moreira
Júlio Gonçalves Moreira (* 25. Juli 1854 in Porto; † 23. Oktober 1911 in Lissabon) war ein portugiesischer Romanist und Lusitanist.

## Leben und Werk
Moreira unterrichtete ab dem Alter von 17 Jahren im Sekundarschulwesen ein breites Spektrum von sprachlich ausgerichteten Fächern. Sein berühmtester Schüler war José Leite de Vasconcelos. 1907 sammelte Moreira einen Teil seiner in Artikelform erschienenen wissenschaftlichen Schriften im ersten Band der Estudos, dem Vasconcelos 1913 postum einen zweiten hinzufügte. Moreira zählte zu den namhaften Romanisten seiner Zeit.

## Werke
- Grammatica da lingua ingleza, Porto 1880
- Estudos da língua portuguesa, 2 Bde., Lissabon 1907–1913, 1922